# Fabio Meraldi
Fabio Meraldi (Valfurva, 8 maggio 1965) è uno scialpinista, alpinista e fondista di corsa in montagna italiano.

## Biografia
È nato e cresciuto a Santa Caterina Valfurva in Valtellina. Nel 2004 ha sposato la fondista Manuela Di Centa.

## Palmarès

### Sci alpinismo
- 1995:
  - 1st, Trofeo Kima[5]
  - 1st, Sellaronda Skimarathon (con Enrico Pedrini)[6]
  - 1st, Dolomiti Cup team (con Enrico Pedrini)[7]
- 1996:
  - 1st, Sellaronda Skimarathon (con Enrico Pedrini)[6]
  - 1st, Dolomiti Cup team (con Enrico Pedrini)[7]
- 1997:
  - 1st, Dolomiti Cup team (con Enrico Pedrini)[7]
  - 1st, Tour du Rutor (con Enrico Pedrini)[8]
  - 2nd, Trofeo Kima[5]
- 1998:
  - 1st, Sellaronda Skimarathon (con Enrico Pedrini)[6]
  - 1st, Dolomiti Cup team (con Enrico Pedrini)[7]
  - 2nd, Trofeo Kima[5]
- 1999:
  - 1st, Sellaronda Skimarathon (con Enrico Pedrini)[6]
  - 1st, Tour du Rutor (con Enrico Pedrini)[8]
- 2000:
  - 1st, Sellaronda Skimarathon (con Enrico Pedrini)[6]
  - 1st, Mountain Attack[9]
  - 1st, Trofeo Kima[5]
- 2001:
  - 2nd, Trofeo Kima[5]
- 2002:
  - 1st, Sellaronda Skimarathon (con Carlo Battel)[6]
  - 9th, World Championship single race

#### Trofeo Mezzalama
- 1997: 1st, con Enrico Pedrini and Omar Oprandi
- 1999: 2nd, con Enrico Pedrini and Pierre Gignoux
- 2001: 2nd con Jean Pellissier and Stéphane Brosse

#### Pierra Menta
- 1989: 1st, con Adriano Greco
- 1990: 1st, con Adriano Greco
- 1991: 1st, con Adriano Greco
- 1992: 2nd, con Adriano Greco
- 1993: 1st, con Adriano Greco
- 1994: 1st, con Adriano Greco
- 1995: 1st, con Thierry Bochet
- 1996: 1st, con Enrico Pedrini
- 1997: 1st, con Enrico Pedrini
- 1998: 3rd, con Enrico Pedrini
- 1999: 1st, con Enrico Pedrini
- 2000: 1st, con Enrico Pedrini

### Skyrunning
- 1994: 1st, Monte Rosa SkyMarathon
- 1995: 1st, Sentiero 4 Luglio SkyMarathon
- 2000: 1st, Sentiero 4 Luglio SkyMarathon